# Gotlandskusten
Gotlandskusten är ett naturvårdsområde (sedan 1998 klassat som naturreservat) på Gotland. 
Området är naturskyddat sedan 1993 och är 8 835 hektar stort (avser landytan), och omfattar en stor del av den strandskyddade delen av Gotlands kust, med en bredd som varierar mellan 100 och 300 meter från strandlinjen.